# Вернер Герцог
Ве́рнер Ге́рцог (справжнє прізвище Стипе́тич; нар. 5 вересня 1942, Мюнхен, Німеччина) — німецький кінорежисер, продюсер, сценарист, актор, письменник. Деякі критики вважають Вернера Герцога одним з найяскравіших представників Нового німецького кіно, з чим сам Герцог не згоден. Вернер Герцог, зокрема відомий тим, що з'їв свої черевики.

## Біографія
Народився 5 вересня 1942 року. Вивчав історію, літературу, театрознавство у Мюнхені.
У 1963 році відкрив власну фірму «Вернер Герцог фільмпродукцйон».
Грав в українському фільмі «Важко бути богом» (1989, Міта).
У червні 2022 року Герцог опублікував свій дебютний роман під назвою «Сутінки світу», у якому розповідає історію Оноди Хіроо — японського солдата, який після закінчення Другої світової війни десятиліттями відмовлявся здатися, ховаючись у джунглях на одному з філіппінських островів. Герцог зустрічався з Онодою в Токіо понад двадцять років тому, і вони розмовляли про джунглі. Сам Герцог неодноразово використовував джунглі як місце дії своїх ключових творів. Герцог зазначив, що його роман є художньою інтерпретацією історії Оноди Хіроо, який опинився у джунглях, ведучи війну, що офіційно вже завершилася. Він сказав: «Більшість подробиць є фактично точними; деякі — ні».

## Фільмографія
Повнометражні фільми
- 1968 : Знаки життя
- 1970 : Навіть карлики починали з малого
- 1972 : «Агірре, гнів божий» / (Aguirre, Der Zorn Gottes)
- 1974 : Кожний за себе і бог проти всіх
- 1976 : Скляне серце
- 1977 : «Строшек» / (Stroszek)
- 1979 : «Носферату — привид ночі» / (Nosferatu: Phantom Der Nacht)
- 1979 : Войцек
- 1982 : «Фіцкарральдо» / (Fitzcarraldo)
- 1984 : Там, де мріють зелені мурашки
- 1987 : «Кобра Верде » / (Cobra Verde)
- 1991 : «Крик каменя» / (Cerro Torre: Schrei aus Stein)
- 1992 : Уроки темряви
- 2001 : непереможний
- 2005 : «Далека синя височінь» / (The Wild Blue Yonder)
- 2007 : Рятівний світанок
- 2007 : Зустрічі на краю світу
- 2009 : «Поганий лейтенант» / (The Bad Lieutenant: Port of Call — New Orleans)
- 2010 : Мій сину, мій сину, що ти наробив
- 2015 : Королева пустелі
- 2019 : Сімейна романтика, LLC

Документальні і псевдодокументальні фільми
- 1971 : «Фата моргана»[fr] / (Fata Morgana)
- 2005 : «Людина-гризлі» / (Grizzly Man)
- 2010 : «Печера забутих снів»[en] / (Cave of Forgotten Dreams)
- 2016 : «О, Інтернет! Мрії цифрового світу» / (Lo and Behold, Reveries of the Connected World)

## Твори
- Werner Herzog und Beat Presser: Werner Herzog. Jovis Verlag, Berlin 2003, ISBN 3-936314-31-4.
- Vom Gehen im Eis. Fischer Taschenbuchverlag, Frankfurt am Main 2009, ISBN 978-3-596-18347-0.
- Die Eroberung des Nutzlosen. Hanser, München 2004, ISBN 978-3-596-18348-7.
- Das Dämmern der Welt. Hanser, München 2021, ISBN 978-3-446-27076-3.